# 피브릴린
피브릴린(fibrillin)은 결합 조직에서 발견되는 탄력 섬유 형성에 필수적인 당단백질이다. 피브릴린은 섬유아세포에 의해 세포외 기질로 분비되고 불용성 미세원섬유(microfibril)에 통합되며 이는 탄력소 축적을 위한 지지대를 제공하는 것으로 보인다.

## 유형

### 피브릴린-1
피브릴린-1

## 같이 보기
- 피브릴린-1
- 마르팡 증후군